# 石明理夫婦
石明理夫婦(石明理、安莉)是在台灣宣教的英國宣教士(傳教士)，屬於內地會(海外基督使團)差會宣教士，他們於1975年來到台灣，多年來與校園福音團契、台灣基督長老教會青年團契合作，在台北、台中的大學團契服事；除此之外，他們也參與內地會的行政、翻譯、宣教士語言訓練、同工培訓、語言教科書編輯等工作。2015年於台灣退休，返回英國定居。

## 背景
丈夫石明理（Martin Symonds，又譯石英明，暱稱石哥）1947年生於英國倫敦的都市小康家庭，由於身處於全英國基督教信仰衰退時期，父母在這樣的思潮之中，也是基督教的反對者，石明理卻於十五歲時接觸基督信仰並受洗。
石明理於中學畢業後便進入會計事務所工作並取得會計師執照，是當時英國最年輕考取會計師資格的人。後轉換跑道投入與父親相同的保險業。石明理自十八歲開始參加內地會的宣教禱告會，了解到東南亞的宣教事工也需要會計、行政相關的能力，因而感受到上帝給予的負擔，故辭掉工作與妻子一同就讀英國萬國宣教學院(All Nations Christian College)，預備參與海外的宣教。加入內地會後，知道台灣內地會需要懂財務與會計的同工，便與妻子於1975年一同來到台灣。
妻子安莉（Angela Symonds，又譯石安莉，暱稱安姐）1946年出生於英國中部德比郡的貝博(Belper, Derbyshire)小鎮，父母都是無神論者。安莉於國小時開始接觸教會，並於中學時成為基督徒，於大學時開始有海外宣教的負擔。
安莉畢業於英國倫敦大學食品營養系，畢業後從事教職，從大二開始連續五年暑期都參與一個基督教夏令營的服事，並認識了同對海外宣教感興趣的石明理，兩人於25歲開始交往，並於一年後結婚，同時辭掉工作與丈夫一同進入英國宣教學院就讀，並加入內地會。

## 宣教經歷

### 台北、台中兩地調動
因為台灣內地會需要有能協助行政、會計等工作的宣教士，石明理夫婦便於1975年來到台灣，依內地會慣例，宣教士前兩年需在台中學習中文；一年後因台北辦公室需要會計人手，而被調往台北，一邊學習中文，一邊配合當地教會的青年事工，石明理主要專注在內地會的行政工作，安莉則負責接待新來的宣教士，並開始接觸大學生福音工作。後因台中需要宣教士負責新同工的訓練，石明理夫婦又再次被調往台中，一邊負責新宣教士訓練，一邊配合當地教會的大專事工。第三任期時又再次因為台北辦公室的需要被調往台北，安莉在此時接受校園福音團契的邀請，正式成為其義工，並作為台北醫學大學學生團契輔導；除此之外也有配合和平長老教會的婦女事工。

### 定居台中
1990年，石明理夫婦開始了第四個任期，並再次被調動至台中負責宣教士訓練，安莉也開始了長達20年的中興大學校園團契輔導的服事，並配搭校園福音團契中區辦公室的福音工作，也曾當過台中教育大學校園團契(信望愛社)、靜宜大學校園團契的輔導。石明理負責宣教士的語言教學工作，編寫了許多語言教材，幫助外國人學習中文，如「實用速成漢語系列」、「生活華語實驗課程」等……，並配搭擔任中國醫藥大學長青團契輔導。

### 服事特色
石明理個性內向卻很幽默、自律且按部就班，他認為：「一直強調宣教工作的辛苦，只會吸引沒有幽默感的人來；我們想讓人家知道，當宣教士是很具有成長性、挑戰性的工作！」，擅長語言的他，不但精通中文，更說的一口流利的閩南語，有時會在和學生用中文對談時，夾雜了幾句閩南語，常讓學生會心一笑。
安莉個性外向、率直且較隨性，卻能敏銳的觀察到學生的需要，並能用適宜的方式點出，總讓學生願意對她吐露心聲；她很注重與學生查經，透過一對多或是一對一的查考聖經，讓學生真實認識信仰。另外安莉廚藝高強，不論從台式小菜到英式點心都難不倒她，「去安姐家吃飯」也常是學生難忘的美好回憶。

### 退休
2013年七月，石明理夫婦到達了內地會退休的年紀，但因要培訓新的宣教士而延後兩年退休，在2015年校園福音團契所舉辦的大專靈修班中，安莉向在場上千名大學生發出呼召，鼓勵台灣的年輕人起來承接學生福音工作的棒子，在場也有多名學生日後成為了傳道人。
回到英國後，石明理參與當地華人教會及其中國學生團契的服事，安莉則參與基督教華僑佈道會(COCM)，教授歸納法查經，並配搭倫敦大學的中國學生團契。持續成為華人的幫助。